# Jîhailivka, Trosteaneț
Jîhailivka (în ucraineană Жигайлівка) este o comună în raionul Trosteaneț, regiunea Sumî, Ucraina, formată numai din satul de reședință.

## Demografie
Componența lingvistică a comunei Jîhailivka
     Ucraineană (95,85%)
     Rusă (3,67%)
     Alte limbi (0,39%)
Conform recensământului din 2001, majoritatea populației comunei Jîhailivka era vorbitoare de ucraineană (95,85%), existând în minoritate și vorbitori de rusă (3,67%).